# Mason, West Virginia
Mason är en ort i Mason County i West Virginia i USA. Enligt 2010 års folkräkning hade Mason 968 invånare.